# Флейшиц, Екатерина Абрамовна
Екатери́на (Гитель, Гита) Абра́мовна Фле́йшиц (28 января 1888, Кременчуг — 30 июня 1968, Москва) — российский и советский юрист-цивилист. Одна из первых в Российской империи женщина-адвокат (помощник присяжного поверенного). Первая в СССР женщина — доктор юридических наук (1940), заслуженный деятель науки РСФСР (1963).

## Биография
Родилась в Кременчуге Полтавской губернии, в семье частного поверенного при Полтавском окружном суде Абрама Пейсаховича (Петровича) Флейшица и Софьи Семёновны Золотаревской — выпускницы гимназии из кременчугской купеческой династии. Отец был старостой молитвенной школы Талмуд-тора с ремесленным отделением и председателем правления старшин Общества вспомоществования нуждающимся учащимся этой школы, а также председателем Совета администрации Общества взаимного кредита.
В 1904 году окончила Мариинскую женскую гимназию в Кременчуге с золотой медалью, а затем, в 1907 году, юридический факультет Парижского университета с отличием и юридический факультет Санкт-Петербургского университета в 1909 году экстерном, получив диплом первой степени.
С 1909 года — помощник присяжного поверенного округа Петербургской судебной палаты, стала первой в России женщиной-помощником адвоката. При этом необходимо заметить, что в качестве частных поверенных женщины в Российской империи изредка практиковали и ранее (так, известны в данном качестве Е. Ф. Козьмина в Нижнем Новгороде, М. П. Аршаулова в Томске, В. Л. Кичеева в Иркутске), однако никто из них, во-первых, не имел высшего юридического образования — все они были самоучками, во-вторых, не имел статуса присяжного поверенного или помощника присяжного поверенного.

Однако приступить к адвокатской деятельности Екатерине Флейшиц не удалось. Первая же её попытка 5 ноября 1909 года выступить в суде в качестве защитника привела к жаркой дискуссии с обвинителем — товарищем прокурора Г. Ненарокомовым, который утверждал, что закон, не разрешая прямо женщинам вести защиту по уголовным делам, тем самым это запрещает. Суд отверг доводы Ненарокомова, согласившись с самой Флейшиц и поддержавшими её другими юристами, и разрешил ей вести защиту. В ответ обвинитель отказался участвовать в заседании и покинул суд, хотя процессуальные нормы обязывали его участвовать в процессе даже в случае вынесения судом незаконного определения. Слушание дела было отложено. Министр юстиции И. Г. Щегловитов обратился по этому поводу с запросом в Сенат, который уже 13 ноября разъяснил, что женщины имеют право выступать в защиту чужих прав лишь по гражданским делам. Согласно позднейшей легенде, при этом был приведён аргумент о значках на фраке, который женщины не носили, однако в материалах газеты «Право», широко и сочувственно освещавшей скандальный процесс, ничего подобного не упоминается. Вскоре окружной совет присяжных поверенных по представлению судебной палаты лишил Флейшиц статуса помощника поверенного.

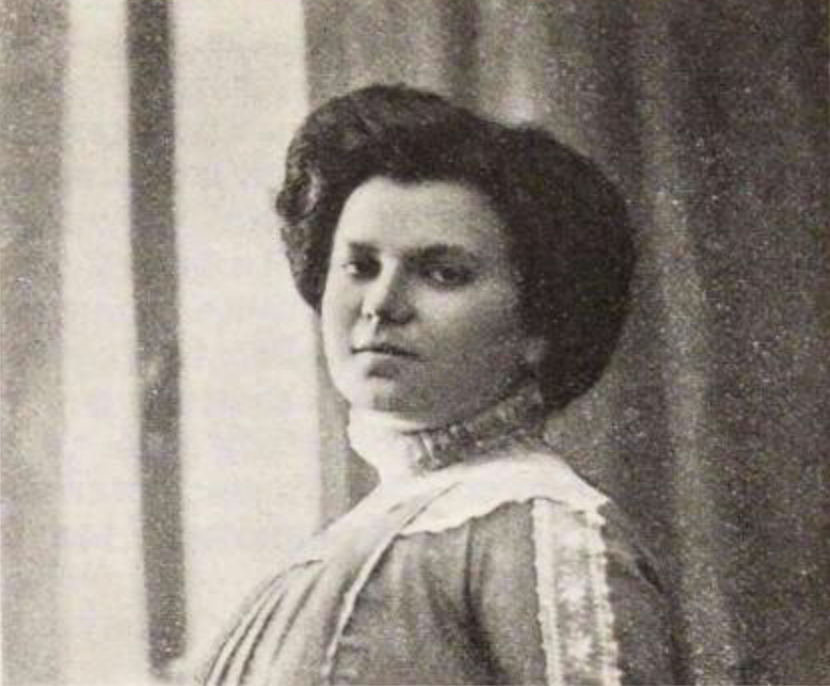
Е. А. Флейшиц ок. 1910 г.

После этого она стала заниматься литературной работой и преподавательской деятельностью в рабочих клубах.
Между тем всего через три дня после сенатского определения 100 членов Государственной думы внесли законопроект об отмене норм Устава уголовного судопроизводства, лишающих женщин права работать присяжными поверенными. Однако лишь весной 1912 года Дума рассмотрела и приняла этот законопроект, а Государственный совет, несмотря на поддержку таких выдающихся членов, как А. Ф. Кони и Н. С. Таганцев, отклонил его.
Е. Флейшиц приходилось на практике сталкиваться и с другими примерами неполноправного положения женщин по законодательству Российской империи. Будучи молодой замужней женщиной, она поехала с подругой из Петербурга на непродолжительное время на юг отдохнуть. Однако отдых не состоялся, так как её отправили обратно в Петербург с полицией, поскольку у неё не было документов, официально подтверждающих согласие мужа на временную смену его женой местожительства.
Под руководством профессоров университета И. А. Покровского и М. Я. Пергамента проходит при Бестужевских курсах «подготовку к профессорской деятельности» и, сдав в университете магистерские экзамены (1916—1917), избирается в число приват-доцентов кафедры гражданского права теперь уже Петроградского университета (1917).
Опустившийся в начале 1920-х годов «железный занавес» навсегда разлучил её с сыном, отправленным к сестре во Францию. Он стал талантливым юристом, участвовал в Сопротивлении, работал в ООН первых послевоенных лет, но Екатерина Абрамовна так никогда больше его не увидела. Екатерина Абрамовна пережила первую зиму Ленинградской блокады и потеряла в ней мужа. Дважды — в годы сражений за женскую адвокатуру и во время «борьбы с космополитизмом» — по её судьбе тяжелым катком прокатывалась машина государственной власти, персонифицируя именно её как зло, достойное если не уничтожения, то унижения. Обе эти кампании были к тому же замешены на антисемитизме, и последняя закончилась изгнанием Флейшиц из дорогого ей Института внешней торговли.

Могила на Ваганьковском кладбище

Екатерина Абрамовна Флейшиц скончалась в Москве 30 июня 1968 года. Похоронена на Ваганьковском кладбище (5 уч.).

## Научная и преподавательская деятельность
В 1917—1930 годах преподавала в Петроградском (Ленинградском) университете. В 1921—1929, одновременно с научно-педагогической деятельностью, работала юрисконсультом в ленинградской конторе Госбанка и ленинградском коммунальном банке.
В 1930—1940 — доцент Ленинградского финансово-экономического института. Стала в 1937 году кандидатом юридических наук. В 1940 году защитила докторскую диссертацию «Личные права в гражданском праве Союза ССР и капиталистических стран». В 1940—1942 годах — профессор Ленинградского финансово-экономического института.
В 1942—1951 годах заведовала кафедрой гражданского и торгового права, а в течение ряда лет была также деканом юридического факультета Института внешней торговли. Была профессором юридического факультета Московского государственного университета. Заведовала кафедрой «Основы советского права» Всесоюзного заочного финансово-экономического института (ВЗФЭИ).
Затем преподавала в Университете Дружбы народов им. Патриса Лумумбы, в Академии внешней торговли, являлась профессором Института народного хозяйства им. Г. В. Плеханова и сотрудником ВИЮН.
С конца 1940-х годов Екатерина Абрамовна один из основных участников работ по кодификации гражданского права. Она постоянно, в некоторые периоды — чуть не ежедневно, участвует в законопроектных комиссиях и рабочих группах, готовящих проекты Гражданского кодекса СССР (1947—1951), Основ гражданского законодательства (1958—1961), Гражданского кодекса РСФСР (1957—1964), в консультировании проектов ГК всех союзных республик (1963 −1965).
При подготовке ГК РСФСР 1964 года Е. А. Флейшиц реально несла на себе всё тяжкое бремя ответственности за проект.

## Семья
- Сестра — Раиса Абрамовна Флейшиц (в замужестве Татаринова, 1889—1974), выпускница Петроградского женского политехнического института, журналистка газеты «Руль» (псевдоним «Raissa Tarr»), в эмиграции жила в Берлине, затем в Париже; автор книги «Du monde clos à l'univers infini» («От замкнутого мира к бесконечной вселенной», Балтимор, 1957). Была замужем за журналистом и поэтом Владимиром Евгеньевичем Татариновым (1892—1961), участником литературного объединения «Веретено», сотрудником редакции газет «Руль» (Берлин) и «Русские новости» (Париж).
- Первый муж (1911—1913) — Эммануил Абрамович Дубосарский (1879—1920), уроженец Керчи, выпускник юридического факультета Императорского Харьковского университета, присяжный поверенный[16]; расстрелян ВЧК в Крыму 27 декабря 1920 года.
  - Сын — Юрий Эммануилович Дубосарский (1912—1954), участник движения сопротивления во Франции.
- Второй муж — Аркадий Иванович Янчевский (ум. 1942), присяжный поверенный, юрисконсульт Азовско-Донского банка.
- Дядя — Соломон Маркович Компанеец (1873—1941), врач-отоларинголог[17].

## Награды и достижения
Заслуженный деятель науки РСФСР.
Под её руководством более 20 аспирантов стали научными работниками; некоторые из них защитили докторские диссертации (в том числе А. Л. Маковский).

## Труды
- Торгово-промышленное предприятие в праве западно-европейском и Р. С.Ф. С.Р. — Л.: Academia, 1924. — 84 с. — (Новое право).- (Современное издание опубликовано в журнале «Вестник гражданского права» за 2008 год № 2. — С.151-224.)
- Личные права в гражданском праве Союза ССР и капиталистических стран / Всесоюзный институт юридических наук НКЮ СССР. — М.: Юрид. изд-во НКЮ СССР, 1941. — 207 с. — (Ученые труды / Всесоюзный институт юридических наук НКЮ СССР; Вып. 6).
- Обязательства из причинения вреда и из неосновательного обогащения /Всесоюзный институт юридических наук. — М.: Госюриздат, 1951. — 239 с.
- Отдельные виды обязательств /Авт. кол.: Б. С. Антимонов, И. Л. Брауде, К. А. Граве и др.; Под ред. К. А. Граве, И. Б. Новицкого; Всесоюзный институт юридических наук Министерства юстиции СССР. — М.: Госюриздат, 1954. — 360 с.
- Расчетные и кредитные правоотношения / Всесоюзный институт юридических наук. — М.: Госюриздат, 1956. — 278 с.
- Антимонов Б. С., Флейшиц Е. А. Авторское право / Всесоюзный институт юридических наук. — М.: Госюриздат, 1957. — 278 с.
- Антимонов Б. С., Флейшиц Е. А. Изобретательское право / Всесоюзный институт юридических наук. — М.: Госюриздат, 1960. — 227 с.
- Научно-практический комментарий к Гражданскому кодексу РСФСР. — М., 1966 (редактор и соавтор).
- Основные начала нового акционерного законодательства капиталистических стран (Франция, ФРГ) // Учёные записки ВНИИСЗ. — 1968. — № 12.
- Комментарий к ГК РСФСР /Авт. колл.: З. С. Беляева, С. Н. Братусь, Д. М. Генкин и др.; Под ред. О. С. Иоффе, Е. А. Флейшиц; Всесоюзный научно-исследовательский институт советского законодательства. — 2-е изд., доп. и перераб. — М.: Юрид. лит., 1970. — 823 с.
- Римское частное право /И. С. Перетерский, В. А. Краснокутский, Е. А. Флейшиц и др.; Под ред. И. Б. Новицкого и И. С. Перетерского. — М.: Юриспруденция, 2001. — 448 с. ISBN 5-8401-0092-7 (есть ранние издания)
- О женской адвокатуре // Цивилист. — 2008. — № 2. — С. 96-105.